# الكائنات المستخدمة في تنقية المياه

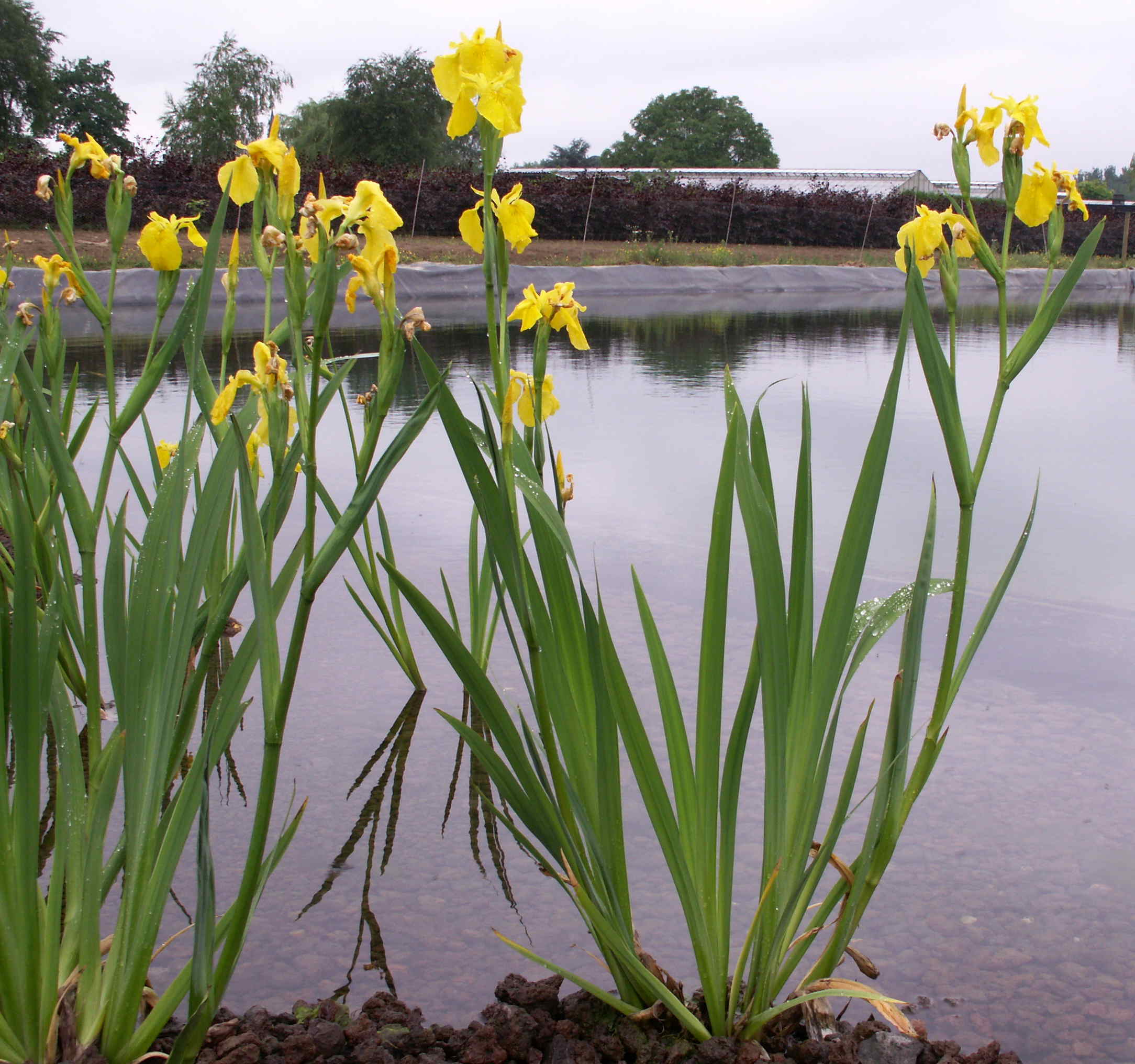
نبتة تنقية المياه المزهرة(إيريس بسيداكورس)

في الوقت الحاضر، هناك عدة أنواع من النباتات ، والبكتيريا، والأسماك المنقية للمياه والتي يتم اختيارها لتستخدم في تنقية المياه. هذا من أجل السماح لأكبر كفاءة ممكنة لتنقية المياه و/أو إنشاء نظام بيئي كامل.

## أنواع من الكائنات الحية
بالإضافة إلى النباتات المنقية للمياه (والتي هي في الواقع نباتات غير مغذية)، هناك أيضا النباتات التي تقدم الظل والملجأ للأسماك والنباتات التي تقدم الأكسجين نحن نحتاج لهذه النباتات لنظم محددة من تنقية المياه المعتمدة على هذه النباتات وذلك لخلق بيئة جيدة في المياه تكون النباتات والبكتيريا المنقية للمياه قادرة على البقاء والنماء فيها  بالإضافة إلى ذلك، الأسماك يتم أيضا إضافتها إلى بعض النظم المعتمدة على النباتات لمنع هجوم الآفات للنظام أو للحيلولة دون استيطان بعض الكائنات الحية غير المرغوب فيها (مثل البعوض).طبعا، اعتمادا على المناخ المحلي (المعتدل، شبه الاستوائي أو الاستوائي)، الأنواع المختلفة يجب أن تؤخذ في كل حالة. لضمان أقصى كفاءة للنظام (ولأسباب بيئية كذلك)، الأنواع الأصلية تؤخذ أيضا عادة. الأنواع الأصلية عادة ما تميل إلى أن تكون أكثر تكيفا (وبالتالي 
أكثر ملاءمة / قوة) للبيئة المحلية.
قائمة الأكثر شيوعا و/ أو الأنواع الأكثر كفاءة (لكل حقل معين من الخبرة) هي التالية :

## أنواع النباتات
النباتات تحتاج إلى أن تؤخذ عدة طبقات في الأرض للبحث عن الماء مائية / عمق المناطق المائية. هذا لضمان وجود نظام الري لها جيد وفي هذا الصدد. هناك 4 قياسات لطبقات من عمق المناطق في المياه تم تحديدها واستخدامها :
1. المياه في العمق 0 - 20 سم ؛
2. المياه في عمق 40 - 60 سم؛
3. والمياه في عمق 60 - 120 سم ؛
4. المناطق المغمورة بالمياه كلياً ؛

### النباتات المنقية للمياه
- زنبق الماء ؛ للمناخات المعتدلة، وعمق 60 - 120 سم، واحدة من أفضل نباتات تنقية المياه
- البوص أو القيصوب الجنوبي (باللاتينية: Phragmites australis) ، للمناخات المعتدلة، واحدة من أفضل النباتات المنقية للمياه، ,وهي لن تكتفي بالمناطق التي زرعت بها بل ستنتشر ، وهي الآن منشرة في عدة من المجالات.
- الإسبارغانيون القائم Sparganium erectum ، للمناخات المعتدلة، وعمق 60 - 120 سم، واحدة من أفضل النباتات المنقية للمياه
- سوسن الماء ، للمناخات المعتدلة، وعمق 0 - 20 سم، واحدة من أفضل نباتات تنقية المياه، ومعروف أيضا أنها منتشرة بشكل لا يصدق، راجع ملف النباتات من وزارة الزراعة الأمريكية للمزيد من المعلومات.
- Schoenoplectus lacustris ، للمناخات المعتدلة
- Carex acutiformis ، للمناخات المعتدلة

### النباتات المزودة للاكسجين
- Stratiotes aloides ، للمناخات المعتدلة، عمق 40 - 60 سم، واحدة من أفضل النباتات لامداد الاوكسجين
- هايدروشاريس|Hydrocharis morsus-ranae للمناخات المعتدلة، عمق 40 - 60 سم، واحدة من أفضل النباتات لامداد الأكسجين والظل، ولكن معروف أيضا أنها في غاية الغازية والمدرجة في قائمة ولاية واشنطن للأعشاب الضارة.
- الوَجّ أو عُود الوَجّ أو الوَيْج أو قَصَب الذَرِيرَة أو القُمْحَة أو القَصَب العِطْرِي أو عود الرِيح ، للمناخات المعتدلة.

### إمداد الظل / الملجأ للنباتات (سواء الحرة العائمة أو كبيرة الورقة)
- Hydrocharis morsus-ranae للمناخات المعتدلة، عمق 40 - 60 سم، واحدة من أفضل النباتات لإمداد الأوكسجين والظل
- النوفر الأصفر (باللاتينية: Nuphar lutea) أو (بالإنجليزية: Yellow Pond-lily)‏ ، للمناخات المعتدلة، عمق 60 - 120 سم، نبتة جيدة لإعطاء الظل (نبات عائم)

## أنواع الأسماك
الحاجة السمكية يتعين اتخاذها لثلاث طبقات مائية حسب عمق المناطق. الأسماك بحاجة إلى أن تكون غير مفترسة في 
الطبيعة. هذا مرة أخرى لضمان وجود نظام جيد في هذا الصدد. 3 طبقات من عمق المناطق في المياه تم تحديدها واستخدامها :
1. السمك السطحي
2. السباحين المتوسطين
3. أسماك القاع

### السمك السطحي
- Leuciscus leuciscus ، للمناخات المعتدلة.
- سمك الأرجوان ، للمناخات المعتدلة.
- برعان أحمر ، للمناخات المعتدلة.

### السباحين المتوسطين
- برعان ، للمناخات المعتدلة.

### اسماك القاع
- كمهة ، للمناخات المعتدلة.

## البكتيريا
واحدة من أهم الكائنات الحية لتنقية المياه هي البكتيريا. تزرع البكتيريا بشكل مثالي محليا (على الرغم من أنها قد تكون اشترت من المحلات التجارية). التزايد المحلي هو المفضل لضمان أن البكتيريا هي الأصلية وأنها تتكيف جيدا مع الظروف المحلية. تنمو البكتيريا في الداخل عن طريق القش العائم (أو غيرها من المواد النباتية) في الماء لعدة أيام. وتستعمر البركة المائية تلقائيا بمجرد وصولها من الأجواء المحيطة.

## اعتبارات إضافية
للأحواض البيئية / الذاتية التنقية، ينبغي اتخاذ التربة إلى النباتات لمنع النمو الممكن للطحالب.
المتوسط النامي لألياف جوز الهند تستخدم بشكل أفضل لمنع التربة من التناثر حولها وإلى السماح لجذور النباتات بالنمو فيها.

## مثال لنظام عمل
مثال على نظام عمل (يجمع بين إمدادات الأكسجين، إمدادات الظل ،...) ويأخذ في الاعتبار عمق المناطق :

### النباتات
- الموجودة في عمق المياه من 0 - 20 سم ؛ سوسن الماء ، Sparganium erectum
- الموجودة في عمق المياه من 40 - 60 سم ؛ Stratiotes aloides ، Hydrocharis morsus-ranae
- الموجودة في عمق المياه من 60 - 120 سم ؛ زنبق الماء ، Nuphar lutea|Nuphar luteaا
- الموجودة في عمق المياه المغمورة؛Myriophyllum spicatum]

### الأسماك
- أسماك السطح السباحة :  Leuciscus leuciscus، برعان احمر ،...
- في منتصف السباحين : برعان
- أسماك القاع السباحة : كمهة